# Fatih Akın
Fatih Akın, född 25 augusti 1973 i Hamburg, är en tysk filmregissör, manusförfattare och producent. Han är född av invandrade turkiska föräldrar och är en del av den tysk-turkiska filmvåg som på senare tid utkristalliserat sig som en vital del av såväl den tyska som den turkiska filmkulturen. 
Fatih Akın har i en rad kommersiellt framgångsrika filmer såsom Im Juli ("I juli", 2000), Mot väggen (2003), som belönades med Guldbjörnen, och Vid himlens utkant (2007), som var Tysklands Oscarsbidrag 2008, visat sig som en av Tyskland mest lovande filmskapare.
I såväl Solino (2003), Crossing the Bridge – The Sound of Istanbul (2005) som i Vid himlens utkant (2007) har Fatih Akın tagit upp frågor om kulturella skillnader men även sin egen differentierade bakgrund. Han har exempelvis försökt bringa sina två olika kulturer samman, till exempel i Crossing the Bridge där han sammanför den tyska musikern Alexander Hacke från Einstürzende Neubauten med det myllrande musiklivet på Istanbuls gator. Akın själv beskriver sig som ett "barn av broar", inte en klassisk turk och inte en klassisk tysk. Han anser sig själv tillhöra båda nationer. Vid Filmfestivalen i Cannes 2005 satt Fatih Akın med i juryn.
2017 regisserade han Utan nåd, med Diane Kruger i huvudrollen. Filmen hade premiär vid filmfestivalen i Cannes 2017 och Kruger utsågs till Bästa kvinnliga skådespelare under festivalen.

## Filmografi i urval
- 2000 – Im Juli
- 2003 – Solino
- 2004 – Mot väggen
- 2004 – Visions of Europe (delen "The Old Evil Songs")
- 2005 – Crossing the Bridge
- 2007 – Vid himlens utkant
- 2009 – New York, I Love You (delen "Fatih Akin")
- 2009 – Soul Kitchen
- 2012 – Garbage in the Garden of Eden
- 2014 – The Cut
- 2016 – Tschick
- 2017 – Utan nåd